# 西江专区
西江专区，中华人民共和国广东省已撤消的行政区，在今广东省西部。1949年置，专员公署驻肇庆市。辖肇庆市及高要、四会、广宁、新兴、罗定、云浮、郁南、德庆、封川、开建10县。
1951年，撤销肇庆市，并入高要县，西江专署驻高要县。广西省怀集县委托西江专区代管。
1952年，撤销西江专区，所辖10县划归粤中行政区。 